# Giro delle Fiandre femminile 2021
La Giro delle Fiandre femminile 2021, diciottesima edizione della corsa e valevole come quinta prova dell'UCI Women's World Tour 2021 categoria 1.WWT, si svolse il 4 aprile 2021 su un percorso di 152 km, con partenza e arrivo ad Oudenaarde, in Belgio. La vittoria fu appannaggio dell'olandese Annemiek van Vleuten, la quale completò il percorso in 4h01'11", alla media di 37,814 km/h, precedendo la tedesca Lisa Brennauer e l'australiana Grace Brown.
Sul traguardo di Oudenaarde 111 cicliste, su 143 partite dalla medesima località, portarono a termine la competizione. 

## Squadre e corridori partecipanti
| N.      | Cod. | Squadra                   |
| ------- | ---- | ------------------------- |
| 1-6     | SDW  | Team SD Worx              |
| 11-16   | ALE  | Alé BTC Ljubljana         |
| 21-26   | CSR  | Canyon-SRAM Racing        |
| 31-36   | FDJ  | FDJ Nouvelle-Aquitaine    |
| 41-46   | LIV  | Liv Racing                |
| 51-56   | MOV  | Movistar Team Women       |
| 61-66   | BEX  | Team BikeExchange         |
| 71-76   | DSM  | Team DSM                  |
| 81-86   | TFS  | Trek-Segafredo            |
| 91-96   | JVW  | Jumbo-Visma Women Team    |
| 101-106 | WNT  | Ceratizit-WNT Pro Cycling |
| 111-116 | LSL  | Lotto-Soudal Ladies       |

| N.      | Cod. | Squadra                       |
| ------- | ---- | ----------------------------- |
| 121-126 | PHV  | Parkhotel Valkenburg          |
| 131-136 | TIB  | Team Tibco-SVB                |
| 141-146 | VAL  | Valcar-Travel & Service       |
| 151-156 | PLP  | Plantur-Pura                  |
| 161-166 | CCT  | Bingoal Casino-Chevalmeire    |
| 171-176 | DVE  | Doltcini-Van Eyck-Proximus CT |
| 181-186 | MUL  | Multum Accountants Ladies     |
| 191-196 | VAI  | Aromitalia-Basso Bikes-Vaiano |
| 201-206 | DPS  | Drops-Le Col s/b TEMPUR.      |
| 211-216 | HPU  | Team Coop-Hitec Products      |
| 221-226 | MNX  | A.R. Monex Women's            |
| 231-236 | MAT  | Massi-Tactic Women Team       |

## Ordine d'arrivo (Top 10)
| Pos. | Corridore             | Squadra      | Tempo    |
| ---- | --------------------- | ------------ | -------- |
| 1    | Annem. van Vleuten    | Movistar     | 4h01'11" |
| 2    | Lisa Brennauer        | Ceratizit    | a 26"    |
| 3    | Grace Brown           | BikeExchange | s.t.     |
| 4    | Elisa Longo Borghini  | Trek         | s.t.     |
| 5    | Demi Vollering        | SD Worx      | s.t.     |
| 6    | Marta Cavalli         | FDJ          | s.t.     |
| 7    | Cecilie Uttrup Ludwig | FDJ          | a 28"    |
| 8    | Anna v. der Breggen   | SD Worx      | a 35"    |
| 9    | Marlen Reusser        | Alé          | a 51"    |
| 10   | Kristen Faulkner      | Tibco        | a 55"    |